# Type 41 (cannone da montagna)
Il cannone da montagna da 75 mm Type 41 (in giapponese 四一式山砲, Yon'ichishiki Sanpō), poi ridenominato Rentaihō (連隊砲, alla lettera "cannone reggimentale) era un cannone da montagna utilizzato dall'Esercito imperiale giapponese, dalla Marina imperiale giapponese e dall'Esercito imperiale del Manciukuò durante la prima guerra mondiale, la seconda guerra sino-giapponese, le guerre di confine sovietico-giapponesi e la seconda guerra mondiale. Il nome era dovuto all'anno di adozione, il 1908, 41º anno di regno dell'imperatore Meiji.

## Storia
Il Type 41 fu sviluppato in Germania dalla Krupp come M.08 Gebirgsgeschütz e fu prodotto su licenza dall'Arsenale di Osaka. Venne adottato nel 1908 come cannone standard battaglioni leggeri dei reggimenti di artiglieria da montagna; in questo ruolo venne sostituito nel 1934 dal Type 94 e venne trasferito direttamente ai reggimenti di fanteria. Il pezzo, ridenominato così Rentaihō, venne assegnato in 4 esemplari per ogni reggimento di fanteria, rimanendo in servizio in questo ruolo fino alla fine della seconda guerra mondiale.

## Tecnica

### Descrizione

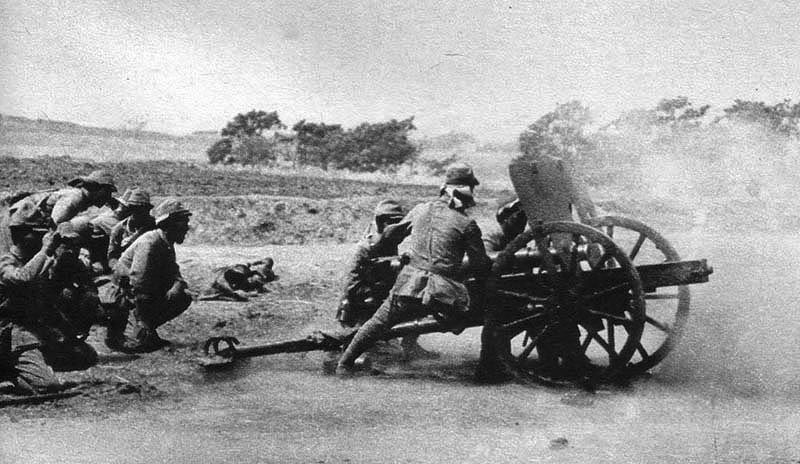
Un Type 41 in azione sul campo

Il Type 41 aveva una canna in acciaio con otturatore a vite interrotta. L'affusto, con ruote in legno, aveva una particolare coda a forcella, in tubolare d'acciaio, munito all'estremità di anello di traino ed vomero. Esso venne dotato nel tempo di due tipi diversi di scudatura: il primo era in tre sezioni, mentre quello più adottato più tardi era pieghevole a metà. Il freno di sparo era del tipo idraulico con recuperatore a molla.
La squadra addetta al pezzo contava un capopezzo, che dirigeva il pezzo, e 12 serventi: un puntatore, un caricatore, un cannoniere addetto allo sparo, un cannoniere alla coda d'affusto per il puntamento grossolano in direzione, un cannoniere porgitore delle granate, due cannonieri di riserva e cinque porta-munizioni.
Il pezzo poteva essere rapidamente scomposto in carichi da soma di peso inferiore a 90 kg; su terreni accidentati, i carichi potevano essere trasportati a spalla dagli uomini della squadra.
La gittata massima del cannone era di circa 7.000 m. Nelle prove a fuoco, ad una distanza di 3.000 m il cannone piazzava il 75% delle granate in un rettangolo 15×25 m; a 7.000 m il 75% dei colpi cadeva in un'area rettangolare 10×200 m.

### Someggio
Il pezzo poteva essere trainato da cavalli oppure scomposto in quattro carichi per il someggio. Il treno di someggio del pezzo e relative munizioni era composto dai seguenti componenti:
1. culla sul basto
2. scudo centrale sul basto e due scudi laterali sui due fianchi
3. otturatore a vite interrotta sul basto
4. assale dell'affusto sul basto e ruote sui due fianchi
5. cassa standard portamunizioni per sei proietti da 75 mm da montagna (14 kg a vuoto, 55 kg piena)
6. canna sul basto
7. someggio standard di due casse portamunizioni
8. coda d'affusto sulla soma

## Munizionamento

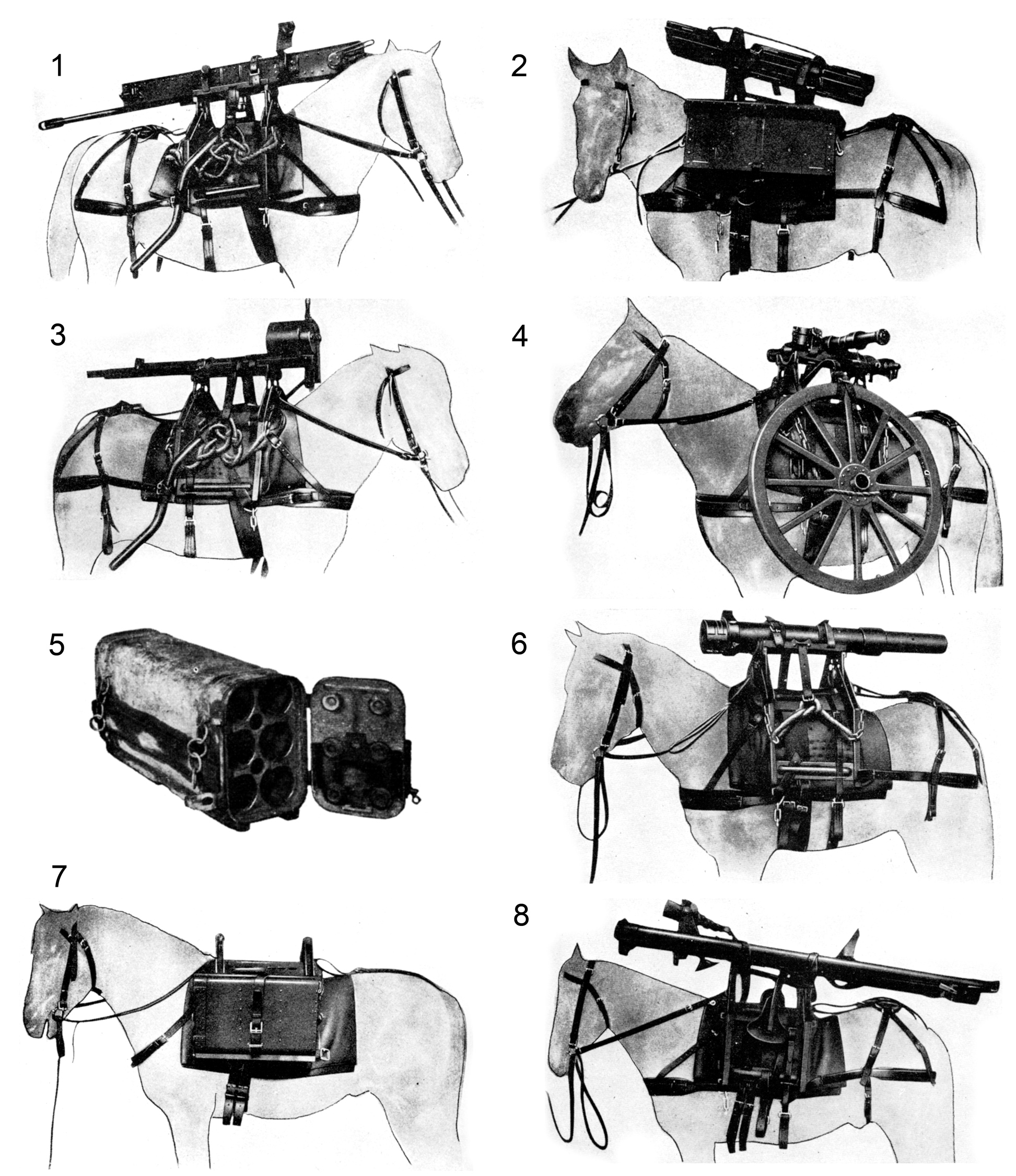
Type 41 scomposto per il someggio, con relative casse portamunizioni

Il Type 41 utilizzava una vasta gamma di munizioni da 75 mm, tuttavia non intercambiabili con i pezzi campali pari calibro. 
- Type 98 - granata HE, 4,5 kg
- Type 97 - granata HE, 5,5 kg
- Type 94 - granata HE, 6,0 kg
- Type 90 - granata HE, 5,6 kg
- Type 95 - granata AP-HE, 6,2 kg, perforante 20 mm di acciaio a 3.000 m
- Type 1 - AP, 6,5 kg
- Type 38 - shrapnel, 6,8 kg
- Type 90 - shrapnel, 7,0 kg, 282 pallette da 10,5 g e 0,1 kg di polvere nera
- Type 2 - carica cava, 3,5 kg, perforante 100 mm di acciaio omogeneo
- Type 90 - fumogeno al fosforo bianco, 5,7 kg
- Type 90 - incendiario, 6,9 kg
- proietto incendiario a carica liquida, 5,3 kg
- Type 90 - illuminante, 5,6 kg
- proietto caricato a gas irritante, 6 kg